# Gwendolyn 3-19-4
Gwendolyn 3-19-4 es una historieta de ciencia ficción creada por Ricardo Ferrari (guionista) y Lucho Olivera (dibujante), publicada en Argentina por la editorial Columba a partir de diciembre de 1989 y finalizada en julio de 1994.

## Argumento
La historia transcurre alrededor del siglo XXVII (circa 2642), donde Gwendolyn 3-19-4 (personaje principal) es una mujer soltera que trabaja como piloto de una nave espacial de tipo carguero que transporta minerales desde distintos planetas en las inmediaciones del espacio.
En el primer episodio publicado en la edición Anuario Nippur Magnum 23, se incluyó la siguiente sinopsis:

Siglos después de la hecatombe atómica, dos núcleos humanos han sobrevivido. Uno, en la Tierra, ha logrado un desarrollo tecnológico extraordinario. Es el mundo cibernético total. Otro, perdido en el espacio, subsiste en un desconocido planeta similar al terrestre. Lo componen seres humanos, descendientes de quienes emigraron antes de la explosión. Han quedado retrasados en su evolución técnica y han retrogradado en las formas de organización social.

En ambos se ha perdido la libertad. Están sometidos a los gobiernos totalitarios. Pero, en estos casos, hay individuos que luchan por recuperar el bien más preciado que Dios le ha otorgado al hombre: el libre albedrío. Esa maravillosa posibilidad de ser dueño de sí mismo. Ese sentimiento anida siempre en el corazón humano y, tarde o temprano, vuelve a aflorar, y lucha y triunfa.

Esta es la historia de Gwendolyn, de Ohcnas y de Asor. Es un canto a la libertad.
 Anuario Nippur Magnum 23, diciembre de 1989.

## Lista de episodios
| Número | Guion  | Título                                 | Publicación original         | Mes/Año |
| ------ | ------ | -------------------------------------- | ---------------------------- | ------- |
| 1      | 15-795 | Enamorándose de Humphrey               | Anuario Nippur Magnum 23     | 12/1989 |
| 2      | 15-848 | Historias terrestres                   | Nippur Magnum Todo Color 47  | 01/1990 |
| 3      | 15-918 | Historia de amor                       | Súper Anual Nippur Magnum 24 | 02/1990 |
| 4      | 15-974 | El Hombre                              | Nippur Magnum 81             | 03/1990 |
| 5      | 15-977 | Contaminación                          | Nippur Magnum Todo Color 48  | 04/1990 |
| 6      | 16-062 | El jugador                             | Nippur Magnum 82             | 05/1990 |
| 7      | 16-231 | El soldado                             | Nippur Magnum Todo Color 49  | 06/1990 |
| 8      | 16-302 | La gacela                              | Nippur Magnum 83             | 07/1990 |
| 9      | 16-356 | Encuentro                              | Nippur Magnum Todo Color 50  | 08/1990 |
| 10     | 16-421 | Cosas antiguas                         | Nippur Magnum 84             | 09/1990 |
| 11     | 16-446 | El Piloto                              | Súper Anual Nippur Magnum 25 | 10/1990 |
| 12     | 16-570 | Pesadillas                             | Nippur Magnum Todo Color 51  | 11/1990 |
| 13     | 16-627 | El falso libertador y el falso esclavo | Anuario Nippur Magnum 26     | 12/1990 |
| 14     | 16-736 | La carga                               | Nippur Magnum 85             | 01/1991 |
| 15     | 16-744 | Amor de hombre                         | Súper Anual Nippur Magnum 27 | 02/1991 |
| 16     | 16-847 | El metal y lo vivo                     | Nippur Magnum Todo Color 52  | 03/1991 |
| 17     | 16-855 | Los esclavos                           | Nippur Magnum 86             | 04/1991 |
| 18     | 16-976 | La criatura                            | Nippur Magnum Todo Color 53  | 05/1991 |
| 19     | 17-006 | William                                | Nippur Magnum 87             | 05/1991 |
| 20     | 17-065 | En el Socavón                          | Nippur Magnum Todo Color 54  | 06/1991 |
| 21     | 17-203 | Los amos y los esclavos                | Súper Anual Nippur Magnum 28 | 07/1991 |
| 22     | 17-260 | El odio de Leunam                      | Nippur Magnum 88             | 08/1991 |
| 23     | 17-290 | La palabra                             | Nippur Magnum Todo Color 55  | 08/1991 |
| 24     | 17-371 | Historia del tigre y la serpiente      | Nippur Magnum 89             | 09/1991 |
| 25     | 17-503 | El mecánico                            | Súper Anual Nippur Magnum 29 | 10/1991 |
| 26     | 17-504 | El mensaje                             | Nippur Magnum Todo Color 56  | 10/1991 |
| 27     | 17-593 | Recreo y esparcimiento                 | Nippur Magnum 90             | 11/1991 |
| 28     | 17-594 | El hombre de piedra                    | Nippur Magnum Todo Color 57  | 11/1991 |
| 29     | 17-718 | Equipo experimental                    | Nippur Magnum 91             | 12/1991 |
| 30     | 17-719 | Cuento de Navidad                      | Nippur Magnum Super Anual 30 | 12/1991 |
| 31     | 17-895 | La egoísta                             | Nippur Magnum 92             | 01/1992 |
| 32     | 18-043 | Confiar                                | Súper Anual Nippur Magnum 31 | 02/1992 |
| 33     | 18-051 | El dios                                | Nippur Magnum 94             | 04/1992 |
| 34     | 18-234 | El profeta                             | Nippur Magnum 96             | 05/1992 |
| 35     | 18-292 | El traficante                          | Nippur Magnum 97             | 06/1992 |
| 36     | 18-334 | En Edbe                                | Súper Anual Nippur Magnum 32 | 07/1992 |
| 37     | 18-427 | La leyenda                             | Nippur Magnum 98             | 07/1992 |
| 38     | 18-486 | El destructor                          | Nippur Magnum 99             | 08/1992 |
| 39     | 18-610 | El loco                                | Nippur Magnum 100            | 09/1992 |
| 40     | 18-674 | El sueño                               | Nippur Magnum Súper Anual 33 | 10/1992 |
| 41     | 18-750 | Cosas dentro de las cosas              | Nippur Magnum 101            | 11/1992 |
| 42     | 18-981 | Los granjeros                          | Nippur Magnum Todo Color 68  | 11/1992 |
| 43     | 19-007 | El minero                              | Anuario Nippur Magnum 34     | 12/1992 |
| 44     | 19-332 | El Príncipe                            | Nippur Magnum Todo Color 70  | 01/1993 |
| 45     | 19-333 | Profecías                              | Nippur Magnum 103            | 03/1993 |
| 46     | 19-435 | En Casablanca                          | Nippur Magnum 104            | 03/1993 |
| 47     | 19-463 | Soledad de soledades                   | Nippur Magnum Todo Color 74  | 05/1993 |
| 48     | 19-522 | Proteo                                 | Nippur Magnum Todo Color 75  | 06/1993 |
| 49     | 19-690 | Los soñadores                          | Nippur Magnum 108            | 07/1993 |
| 50     | 19-777 | La estrella                            | Nippur Magnum 109            | 08/1993 |
| 51     | 19-922 | Luces en el cielo                      | Súper Anual Nippur Magnum 37 | 09/1993 |
| 52     | 19-987 | El pozo                                | Nippur Magnum Todo Color 80  | 11/1993 |
| 53     | 20-059 | Los pueblos de la máquina              | Súper Anual Nippur Magnum 39 | 04/1994 |
| 54     | 20-580 | La tecnología y la primavera           | Nippur Magnum 118            | 07/1994 |